# 詹庭軒
詹庭軒（1956年2月—），四川岳池縣人，1977年4月參加工作。1977年4月至1978年8月，在岳池縣羅渡鎮政府工作。1978年8月至1981年7月，在南充農學院農業學系學習，1981年7月畢業，分配到岳池縣農業志局工作。1983年4月，任岳池縣農業局副局長。1985年5月任縣農業局局長。1992年12月至1994年6月，任岳池縣農工委主任。1994年6月至1996年5月，任廣安地、市農業局副局長。1996年5月至1997年10月，任廣安市人民政府副秘書長。1997年10月至2001年10月，任鄰水縣人民政府縣長。2001年10月至2004年5月，任廣安市農業局局長。2004年5月，調任廣安市民政局局長